# Isia kennedyi
Isia kennedyi là một loài bướm đêm thuộc phân họ Arctiinae, họ Erebidae.